# العلاقات البريطانية الجامايكية
العلاقات البريطانية الجامايكية هي العلاقات الثنائية التي تجمع بين المملكة المتحدة وجامايكا.

## مقارنة بين البلدين
هذه مقارنة عامة ومرجعية للدولتين:
| وجه المقارنة                                              | المملكة المتحدة                 | جامايكا       |
| --------------------------------------------------------- | ------------------------------- | ------------- |
| المساحة (كم2)                                             | 242.50 ألف                      | 10.99 ألف     |
| عدد السكان (نسمة)                                         | 66.02 مليون                     | 2.95 مليون    |
| الكثافة السكانية (ن./كم²)                                 | 272.25                          | 268.43        |
| العاصمة                                                   | لندن                            | كينغستون      |
| اللغة الرسمية                                             | لغة إنجليزية، اللغة الويلزية    | لغة إنجليزية  |
| العملة                                                    | جنيه إسترليني                   | دولار جامايكي |
| الناتج المحلي الإجمالي (بليون دولار)                      | 2.62 تريليون                    | 14.77 مليار   |
| الناتج المحلي الإجمالي (تعادل القوة الشرائية) بليون دولار | 2.72 تريليون                    | 24.79 مليار   |
| الناتج المحلي الإجمالي الاسمي للفرد دولار أمريكي          | 43.88 ألف                       | 5.23 ألف      |
| الناتج المحلي الإجمالي للفرد دولار أمريكي                 | 40.23 ألف                       | 8.88 ألف      |
| مؤشر التنمية البشرية                                      | 0.907                           | 0.719         |
| رمز المكالمات الدولي                                      | +44                             | +1876         |
| رمز الإنترنت                                              | .uk، .gb                        | .jm           |
| المنطقة الزمنية                                           | توقيت غرينيتش، توقيت غرب أوروبا | 00            |

## مدن متوأمة
في ما يلي قائمة باتفاقيات التوأمة بين مدن بريطانية وجامايكية:
- ترتبط كوفنتري مع كينغستون باتفاقية توأمة منذ 1959.

## منظمات دولية مشتركة
يشترك البلدان في عضوية مجموعة من المنظمات الدولية، منها:
| علم المنظمة | اسم المنظمة                               | تاريخ انضمام المملكة المتحدة | تاريخ انضمام جامايكا |
| ----------- | ----------------------------------------- | ---------------------------- | -------------------- |
|             | يونسكو                                    | 4 نوفمبر 1946                | 7 نوفمبر 1962        |
|             | وكالة ضمان الاستثمار متعدد الأطراف        | 12 أبريل 1988                | 12 أبريل 1988        |
|             | الأمم المتحدة                             | 24 أكتوبر 1945               | 18 سبتمبر 1962       |
|             | دول الكومنولث                             | 11 ديسمبر 1931               | ?                    |
|             | الاتحاد البريدي العالمي                   | ?                            | ?                    |
|             | البنك الدولي للإنشاء والتعمير             | 27 ديسمبر 1945               | 21 فبراير 1963       |
|             | المنظمة الهيدروغرافية الدولية             | ?                            | ?                    |
|             | بنك التنمية الكاريبي ‏                     | ?                            | ?                    |
|             | الاتحاد الدولي للاتصالات                  | 24 فبراير 1871               | 18 فبراير 1963       |
|             | منظمة حظر الأسلحة الكيميائية              | ?                            | ?                    |
|             | مؤسسة التمويل الدولية                     | 20 يوليو 1956                | 31 مارس 1964         |
|             | المركز الدولي لتسوية المنازعات الاستشارية | 18 يناير 1967                | 14 أكتوبر 1966       |
|             | منظمة التجارة العالمية                    | 1995                         | ?                    |
|             | منظمة الشرطة الجنائية الدولية             | ?                            | ?                    |

## أعلام
هذه قائمة لبعض الشخصيات التي تربطها علاقات بالبلدين:
- ليدي كولن كامبل (17 أغسطس 1949 – )
- هنري مورغان (24 يناير 1635[23][24] – 25 أغسطس 1688[25][26][27])

## وصلات خارجية
- موقع وزارة الخارجية البريطانية
- موقع وزارة الخارجية الجامايكية